# Galatische Sprache
Die galatische Sprache oder das Galatische ist die östlichste belegte festlandkeltische Sprache. Die ausgestorbene Sprache wurde im Zuge der Ausbreitung keltischsprachiger Volksgruppen (Galater) im 3. Jahrhundert v. Chr. über Südosteuropa nach Kleinasien getragen. Sie wurde vor der Zeitenwende auf dem Gebiet der heutigen westlichen Türkei gesprochen und ist nur spärlich belegt.
Noch um 400 n. Chr. sagte Hieronymus: „Die Galater haben neben dem Griechischen, das alle Personen im Osten sprechen, noch ihre eigene Sprache, ziemlich ähnlich wie die der Treverer.“ Laut Tacitus erhoben jedoch die Treverer mit besonderem Ehrgeiz Anspruch darauf, germanischen Ursprungs zu sein und sich so von den schlaffen Galliern abheben zu können.
Um 550 n. Chr. vermutete Kyrillos von Skythopolis, dass diese Sprache noch in Teilen Galatiens gesprochen wurde. Er stützte sich auf eine Geschichte, die ihm griechische Mönche erzählt hatten. Diese berichteten von einem Mönch, der angeblich vom Teufel besessen gewesen sei und nach dem Exorzismus auf Fragen der Mönche nur noch in seiner galatischen Muttersprache antworten konnte.
Das Galatische weist enge Parallelen zum Gallischen und Lepontischen auf.